# قصه قصه‌ها
قصهٔ قصه‌ها (روسی: Сказка сказок) یا افسانهٔ افسانه‌ها یک فیلم به کارگردانی یوری نورشتاین است که در سال ۱۹۷۹ منتشر شد. از بازیگران آن می‌توان به الکساندر کالیاگین اشاره کرد.
این فیلم جواز متعددی را ربوده است، مورد ستایش منتقدان و انیماتورهای فراوانی بوده و در نظرسنجی‌های گوناگون، لقب «برترین انیمیشن تمامی اعصار» را از آنِ خود کرده است.